# کادال، نیو ساوت ولز
کادال (به انگلیسی: Cudal) یک شهرک در استرالیا است که در نیو ساوت ولز واقع شده‌است.